# Taranaj
Taranaj (ros. Таранай) – wieś w Rosji, w obwodzie sachalińskim, w rejonie aniwskim. W 2010 liczyła 743 mieszkańców.